# Dolo Mistone
Dolo Mistone (Nápoles, Italia, 5 de enero de 1936-ib., 10 de octubre de 2019) fue un futbolista italiano. Jugó de defensa lateral.

## Trayectoria
Mistone comenzó su carrera futbolística en la cantera del club de su ciudad, el Napoli, para después pasar a jugar con el primer equipo en la temporada 1955/56. Debutó en Serie A el 12 de abril de 1956, contra el SPAL de Ferrara (2-2).
Durante su carrera siempre militó en las filas del Napoli, convirtiéndose en un emblema del conjunto partenopeo en uno de los periodos más difíciles de su historia, con dos descensos a la Serie B. Sin embargo, ganó una Copa Italia, primer y único equipo en lograr este título estando en Serie B (1961/62).
Se retiró del fútbol en la temporada 1965/66, con un total de 139 partidos y un gol frente a Udinese, marcado en la temporada 1960/61.

## Clubes
| Club            | País   | Año       |
| --------------- | ------ | --------- |
| S. S. C. Napoli | Italia | 1955-1966 |

## Palmarés

### Campeonatos nacionales
| Título      | Club            | País   | Año       |
| ----------- | --------------- | ------ | --------- |
| Copa Italia | S. S. C. Napoli | Italia | 1961-1962 |